# Chip 'n Dale: Rescue Rangers
Chip 'n Dale: Rescue Rangers là một loạt phim hoạt hình được sản xuất bởi Walt Disney Television Animation. Tạo bởi Tad Stones và Alan Zaslove, nó kết hợp các nhân vật Disney thành lập Chip 'n' Dale trong một khung cảnh mới. Bộ phim chiếu lần đầu trên kênh Disney vào ngày 4 tháng 3 năm 1989, sau khi một tập phim xem trước ("Catteries Not Included") được phát sóng vào ngày 27 tháng 8 năm 1988. Bộ phim được công chiếu với một bộ phim hai giờ đặc biệt, Rescue Rangers: To The Rescue, mà sau này được chia thành năm phần phát sóng như phát một phần trong các ngày trong tuần. Tập cuối phát sóng vào ngày 19 Tháng 11 năm 1990.
Vào ngày 18 tháng 9 năm 1989, loạt đã bước vào cung cấp thông tin quốc gia. Từ 1990-1993 chương trình được chiếu lại như là một phần của Disney Afternoon. Chiếu lại sau đó được hiển thị trên Toon Disney khi kênh ra mắt vào năm 1998.

## Tóm tắt
Chip và Dale hai con sóc chuột bắt đầu một cơ quan thám tử, Rescue Rangers, cùng với bạn bè của họ Gadget, Monterey Jack, và Zipper. Các thám tử cỡ nhỏ đối phó với tội phạm mà thường "quá nhỏ" cho cảnh sát để xử lý, thường là với các động vật khác như khách hàng của họ. Các băng nhóm thường xuyên thấy mình đi lên chống lại hai nhân vật phản diện đặc biệt: Mafia kiểu tabby cat Fat Cat và nhà khoa học điên Norton Nimnul.

## Sản xuất
Rescue Rangers ban đầu được hình thành như là một trong ba đồng nghiệp mới với loạt DuckTales phổ biến của Disney, trong đó tăng gấp đôi xếp hạng trong số các khán giả trẻ trong khe thời gian của mình sau khi ra mắt vào mùa thu năm 1987. Disney đã đầu tư ban đầu $ 20.000.000 trong DuckTales và sau đó có vốn đầu tư 28.000.000 $ trong Chip 'n' Dale Rescue Rangers.
Nó, cùng với TaleSpin và một loạt thứ ba, Double-O Duck (mà cuối cùng đã trở thành Darkwing Duck), sẽ khỏa lấp một khối lập trình sau này được gọi là "The Disney Afternoon" cùng với sự thành lập trước đây cuộc phiêu lưu của những con gấu Gummi Disney để thành công DuckTales.
Khi Tad Stones đầu tiên đã đưa ra ý tưởng cho loạt Rescue Rangers, Chip và Dale không phải là một phần của chương trình. Lúc đầu, anh dốc làm một bộ phim truyền hình dựa trên các nhân viên cứu hộ, nhưng Disney từ chối ý tưởng đó như là một phần tiếp theo của bộ phim đó là đã được sản xuất. Ông đã tạo ra một khái niệm mới với tiêu đề làm việc của Metro Mice. Trong dự thảo ban đầu, nhân vật chính là một con chuột Indiana Jones loại tên Kit Colby người đội một mũ phớt và một chiếc áo khoác da có cổ lông tơ, và phần còn lại của nhóm bao gồm một tắc kè hoa, một phiên bản trước của Gadget, và một nhân vật giống như Monterey Jack với một tên khác nhau.
Khi ông đề xuất chương trình trong một cuộc họp với Michael Eisner và Jeffrey Katzenberg, ý tưởng đã được đón nhận, ngoại trừ cho các nhân vật của Kit. Theo gợi ý của Eisner, họ thay thế bằng bộ đôi sóc chuột để cung cấp cho chương trình một số nhân vật Disney thành lập để làm việc. Đến cuối năm 1987, hai năm trước khi ra mắt truyền hình, chương trình đã được công bố theo tiêu đề đề xuất ban đầu của nó là "Chip 'n Dale and the Rescue Rangers".
Trong khi Chip và Dale đã được thành lập nhân vật, để mang lại cho họ vào loạt chỉ bề ngoài và đặc điểm tính cách cơ bản đã được lưu giữ. Không giống như sự xuất hiện của họ trong tập ngắn Disney, trong Rescue Rangers bộ đôi sóc chuột dùng lời nói, Chip lồng tiếng bởi Tress MacNeille và Dale lồng tiếng bởi Corey Burton. Xử lý âm thanh được sử dụng để tăng tốc độ ghi âm giọng nói và đưa ra một tiếng nói cao hơn, đặc biệt là của Chip. Cặp đôi được cho quần áo, quần áo của Chip là bản gốc Kit, trong khi Dale ngốc nghếch được mô hình hóa sau Magnum, P.I. với áo sơ mi Hawaii.
Bộ phim công chiếu lần đầu vào năm 1989 trên các kênh Disney trước khi chuyển sang một khung giờ thường xuyên trong sự sụp đổ. Năm 1990, bộ phim được công chiếu như là một phần của Disney Afternoon, nó được phát sóng cho đến năm 1993. Ngày 02 tháng 10 năm 1995, Chip 'n Dale Rescue Rangers bắt đầu được chiếu lại trên Disney Channel như một phần của một khối lập trình hai giờ gọi là "Block Party" được phát sóng vào các ngày trong tuần vào buổi chiều muộn / buổi tối đầu và trong đó cũng có Darkwing Duck, TaleSpin, và DuckTales.
Bài mở đầu của chương trình đã được viết (được liệt kê trong khoản cuối như lời & nhạc) Mark Mueller, một ASCAP đoạt giải thưởng nhạc sĩ nhạc pop người đã viết bài hát chủ đề phổ biến cho DuckTales và sản xuất bởi Alf Clausen. Các bài hát được thực hiện qua các khoản tiêu đề được hát bởi Jeff Pescetto (người cũng đã biểu diễn bài hát chủ đề DuckTales). Một phiên bản đầy đủ độ dài của bài hát chủ đề sau được ghi lại bởi các nhóm nhạc pop The Jets.

## Nhân vật

### Nhân vật chính
- Chip (lồng tiếng bởi tress MacNeille) là người lãnh đạo của Rescue Rangers. Lỏng lẻo theo mô hình Indiana Jones, Chip mặc một chiếc mũ phớt và một cái áo khoác và thường xuyên sử dụng dây thừng để quăng dây hoặc đu đến các điểm khác. Chip nghiêm túc và có một ý thức mạnh mẽ về trách nhiệm, đến mức mà đôi khi anh bị cáo buộc là không biết làm thế nào để vui chơi. Anh là độc đoán và thường kết thúc trong tranh cãi với Dale qua cách đặt trở lại. Đôi khi, tuy nhiên, anh cũng cho phép mình đi và tham gia Dale trong một số sự trường hợp. Anh và Dale đã phải lòng Gadget.